# Recondo
Recondo ist eine Bezeichnung des U.S. Militär und steht für Reconnaissance und commando (deutsch Aufklärung und Kommando) und steht für eine hochspezialisierte Infanterieausbildung oder einen Absolventen der Recondo School, der schwerbewaffnete kleine Aufklärungstrupps führte, die weit hinter den feindlichen Linien patrouillierten.

## Geschichte
Im Jahr 1958 erkannte der kommandierende General der 101. US-Luftlandedivision, Major General William Westmoreland ein mangelndes Leistungsniveau in den Squad sowie Trupps und Patrouillen Führern während der Übung White Cloud. General Westmoreland war ein Veteran der Normandie-Invasion und erkannte die Wichtigkeit der Rolle der Anführer kleinerer Kampftruppen, welche oftmals eigenständig und getrennt von deren Kompanien agierten, um die Initiative gegenüber überlegenen Feindkräften zu übernehmen.
Daraufhin sandte die U.S. Army viele ihrer Offiziere und Unteroffiziere auf einen achtwöchigen Ausbildungslehrgang auf der Ranger School, wobei jedoch nicht jeder Trupp-Anführer auf den Lehrgang geschickt werden konnte und die Ranger-School-Absolventen damit beauftragt wurden, die eigenen Züge oder Mannschaftsmitglieder in den Taktiken der U.S. Army Rangers auszubilden.
Als General Westmoreland die Empfehlung erhielt, dass einige Soldaten aus der 101. US-Luftlandedivision, die bereits die Ranger School erfolgreich absolviert hatten, eine Ausbildungsschule für die gesamte Division aufzubauen, um dort die Taktiken der Ranger zu schulen, empfahl Westmoreland Major Lewis L. Millett als Kommandanten der Schule.
Seitdem die Schule darauf spezialisiert war, kleinere Kampftruppen in den Taktiken der Aufklärung auszubilden, wurde das Recondo-Abzeichen gestiftet, welches einen nach unten weisenden Pfeil aufwies, der dafür stand, Angriffe aus dem Himmel durchzuführen (in Anlehnung an die amerikanischen Indianer) und die Jagd und Tracking-Fähigkeiten hervorhebt.
Zudem war das Abzeichen schwarz und weiß in Anlehnung an die Fähigkeit, zu Nacht und Tag zu operieren.
Im Einsatz jedoch war das Abzeichen schwarz und olivfarben.
Später wurde zudem ein großes „V“ unter das Word „Recondo“ angesetzt. Dies diente zur Unterscheidung von Soldaten, die in den USA ausgebildet wurden und denen, die später in Vietnam ausgebildet wurden.
Das Recondo Patch wurde von jedem Absolventen an der Brusttasche getragen.
Um Verwirrung zu vermeiden, wurden die Absolventen der „Recondo School“ eher „Recondo“ und nicht wie üblich „Ranger“ genannt, obwohl die Ausbildung an der Ranger School stattfand und Absolventen der Ranger School auch „Ranger“ genannt werden.